# QepHom

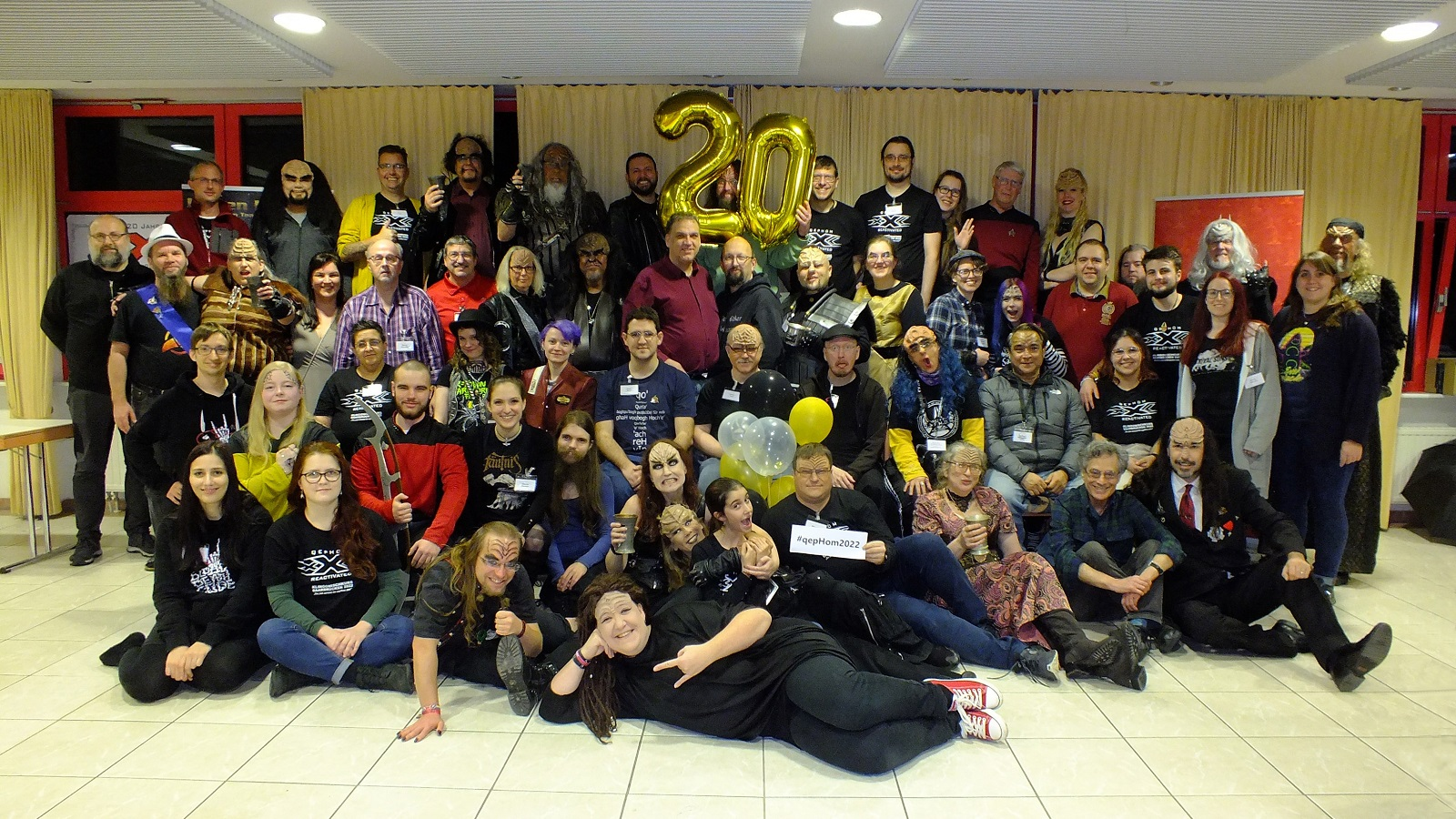
Teilnehmer des 20. qepHom in Saarbrücken

Der Begriff qepHom ([qʰɛpʰχom] dt. kleines Treffen) wird im Allgemeinen für jede Art von Treffen verwendet, an dem die für Star Trek entwickelte klingonische Sprache geübt wird. In Deutschland ist dieses Wort zu einem Synonym für ein jährlich stattfindendes Klingonisch-Seminar in Saarbrücken geworden, da dieses das europaweit einzige seiner Art ist.

## Hintergrund
Die Jahreshauptversammlung des amerikanischen Klingonisch-Instituts wird qep'a' genannt, Klingonisch für „große Zusammenkunft“. Das Gegenstück hierzu, das qepHom, heißt wörtlich „kleines Treffen“ und war ursprünglich als kleines, informelles Treffen von zwei bis drei Personen gedacht, die sich an regelmäßigen kurzfristigen Terminen treffen, um Klingonisch zu sprechen. Aufgrund der geringen Dichte der Klingonisten innerhalb Europas, die für eine kurzfristige Versammlung nicht ausreicht, gründete der Klingonisch-Experte Lieven Litaer ein mehrtägiges Wochenend-Seminar, welches qepHom genannt wird.

## qepHom Saarbrücken

### Teilnehmer
Am Saarbrücker Klingonisch-Seminar nehmen immer mehr Klingonisch-Interessierte teil, die hauptsächlich europäischer Herkunft sind, es sind aber auch Teilnehmer aus Kanada und den USA angereist. Europäische Teilnehmer mit den längsten Anreisewegen kamen aus Schweden, Rumänien, Polen und Großbritannien. Der größte Teil der Schüler ist deutscher Herkunft, weshalb die Haupt-Unterrichtssprache Deutsch ist.
Ein Großteil der Teilnehmer hat neben Klingonisch ein großes Interesse an Star Trek, jedoch nehmen regelmäßig Personen teil, die keine direkte Beziehung dazu haben, wie Linguistik- oder Soziologie-Studenten.

### Ablauf
Das Wochenend-Seminar dauerte zuerst von Freitag bis Sonntag, seit dem zehnten Jubiläum in 2011 beginnt der Kurs bereits Donnerstags. Aufgrund verschieden langer Anreisen der Teilnehmer beginnt der Kurs am ersten Tag offiziell erst mit dem gemeinsamen Abendessen, wobei viele Teilnehmer bereits im Laufe des Nachmittags Klingonisch üben und sprechen.
Während des gesamten Treffens wird die klingonische Sprache anhand von Vorträgen und Übungen von der Basis an für Anfänger erklärt, während Fortgeschrittene sich selbständig mit der Sprache befassen.
Seit 2006 endet der Kurs traditionell mit einem gemütlichen Umtrunk am Abend, bei dem sich viele Teilnehmer auch als Klingone verkleiden.

### Geschichte
| Nr. | Termin            | Jahresmotto                            | Besonderheit                                                                           |
| --- | ----------------- | -------------------------------------- | -------------------------------------------------------------------------------------- |
| 1.  | 29.11.–01.12.2002 | -                                      | -                                                                                      |
| 2.  | 05.–07.12.2003    | -                                      | -                                                                                      |
| 3.  | 26.–28.11.2004    | Do is immer ebbes los                  | begleitet durch ein Fernseh-Team von Saar TV                                           |
| 4.  | 25.–27.11.2005    | -                                      | -                                                                                      |
| 5.  | 17.–19.11.2006    | Nummer 5 lebt!                         | Zeitungsbericht in der Bildzeitung                                                     |
| 6.  | 16.–18.11.2007    | Lernst du noch oder sprichst du schon? | -                                                                                      |
| 7.  | 14.–16.11.2008    | -                                      | -                                                                                      |
| 8.  | 20.–22.11.2009    | qepHom 8 – Die Wörterschlacht          | Gastvortrag von Hubert Zitt                                                            |
| 9.  | 19.–21.11.2010    | qepHom Hut                             | -                                                                                      |
| 10. | 10.–13.11.2011    | Das Jubiläum                           | Teilnahme des Klingonisch-Erfinders Marc Okrand, Veröffentlichung des Buches paq'batlh |
| 11. | 15.–18.11.2012    | Alarm für qepHom 11                    | Gastvortrag von Hubert Zitt                                                            |
| 12. | 07.–10.11.2013    | qepHom wa'maH cha' dt.: qepHom 12      | Gastvortrag von Markus Groß                                                            |
| 13. | 13.–16.11.2014    | das 13te qepHom                        | Gastvortrag von Hubert Zitt; Vorträge von Ernst Buchberger und David Yonge-Mallo       |
| 14. | 29.10.–1.11.2015  | das Halloween-qepHom                   | Teilnahme des Klingonisch-Erfinders Marc Okrand                                        |
| 15. | 3.–6.11.2016      | qep15Hom                               | Teilnahme des Klingonisch-Erfinders Marc Okrand, Gastvortrag von Hubert Zitt           |
| 16. | 16.–19.11.2017    | Es kann nur einen geben                | Teilnahme des Klingonisch-Erfinders Marc Okrand, Gastvortrag von Manfred Strauß        |
| 17. | 15.–18.11.2018    | Nur mit dem Herzen lernt man gut       | Teilnahme des Klingonisch-Erfinders Marc Okrand, Gastvortrag von Hubert Zitt           |
| 18. | 14.–17.11.2019    | Agents of Q.E.P.H.O.M.                 | Teilnahme des Klingonisch-Erfinders Marc Okrand, Gastvortrag von Hubert Zitt           |
| --  | 12.-15.11.2020    | Ich wäre dabei gewesen                 | Aufgrund der COVID-19-Pandemie fiel dieses Treffen komplett aus.                       |
| 19. | 20.-21.11.2021    | naDev mamaw' Hoch                      | Aufgrund der COVID-19-Pandemie fand dieses Treffen nur als Online-Konferenz statt.     |
| 20. | 15.-20.11.2022    | qepHom reactivated                     | Teilnahme des Klingonisch-Erfinders Marc Okrand, Gastvortrag von Hubert Zitt           |
| 21. | 16.–19.11.2023    |                                        | Teilnahme des Klingonisch-Erfinders Marc Okrand                                        |
| 22. | 14.–17.11.2024    |                                        |                                                                                        |

## Andere Veranstaltungsorte
In den vergangenen Jahren gab es in Deutschland mehrere Treffen, die ihrer wörtlichen Definition eines "kleinen Treffens" gerecht wurden. Diese fanden nicht regelmäßig statt und wurden von verschiedenen Personen ausgerichtet. Die Orte waren Bochum 2001, Waiblingen 2002 und 2004, Mülheim an der Ruhr 2006 und 2007.
Auch in den USA finden z. B. in Chicago regelmäßige Treffen dieser Art statt, welche jedoch mit nur einer Handvoll Teilnehmern vielmehr der ursprünglichen Bedeutung des "kleinen Treffens" entsprechen.